# Lonchorhina aurita
Lonchorhina aurita är en fladdermusart som beskrevs av Robert Fisher Tomes 1863. Lonchorhina aurita ingår i släktet Lonchorhina och familjen bladnäsor. IUCN kategoriserar arten globalt som livskraftig.
Inga underarter finns listade i Catalogue of Life. Wilson & Reeder (2005) skiljer mellan två underarter.
Arten blir 53 till 67 mm lång (huvud och bål) och väger 10 till 16 g. Den har brunaktig päls. Även delar av flygmembranen och av det långa spjutformiga näsbladet är täckta med hår. Tandformeln är I 2/2 C 1/1 P 2/3 M 3/3, alltså 34 tänder.
Denna fladdermus förekommer i Central- och Sydamerika från södra Mexiko till sydöstra Brasilien. Den vistas i låglandet och i bergstrakter upp till 1500 meter över havet. Habitatet utgörs främst av tropiska städsegröna skogar. Ibland lever arten i lövfällande skogar eller i regioner med jordbruk.
Individerna vilar i grottor, i tunnlar och i liknande gömställen. De bildar där kolonier som vanligen har 12 till 25 medlemmar. Sällan förekommer kolonier med några hundra individer. Lonchorhina aurita är aktiv på natten och jagar främst insekter. Dessutom äts några frukter. Arten kan manövrera bra under flyget och den har förmåga att sväva över samma punkt.
Arten börjar jakten sent på kvällen när det är helt mörkt. Parningen sker vid slutet av regntiden eller i början av den torra perioden. Honor är cirka två månader dräktig och ungen föds i början av nästa regntid (senare mars eller april).